# 1714 Sy
1714 Sy là một tiểu hành tinh vành đai chính với chu kỳ quỹ đạo là 1502.1767167 ngày (4.11 năm).
Nó được phát hiện ngày 25 tháng 7 năm 1951.